# Ochy Curiel
Rosa Inés Curiel Pichardo (República Dominicana, 1963 —), mais conhecida como Ochy Curiel, é uma teórica feminista, cantora e antropóloga social afro-dominicana. Ela é conhecida por ajudar a estabelecer o movimento de mulheres afro-caribenhas e afirmar que o lesbianismo não é uma identidade, orientação ou preferência sexual, mas, ao invés, uma posição política. Ela é uma das mais importantes teóricas feministas na América Latina e Caribe.

## Biografia
Rosa Inés Curiel Pichardo nasceu em 15 de março de 1963, em Santiago, República Dominicana, e frequentou a escola primária na Escola Politécnica para Mulheres de Nossa Senhora da Misericórdia. Depois de se formar, ela se matriculou na Pontifícia Universidade Católica Madre y Maestra e tornou-se bacharel em Serviço Social.
No final da década de 1980, ela começou a trabalhar no Centro Dominicano de Estudos da Educação em Santo Domingo e co-fundou a Ce-mujer, uma ONG de mulheres e grupo de assessoramento. Na época, havia um nascente movimento feminista na República Dominicana, mais intimamente vinculado a uma identificação latino-americana do que uma afro-caribenha, apesar de o país ser predominantemente afro-dominicano. Ele também tinha um viés de classes, pois estava mais preocupados nos problemas da classe média. Havia poucos esforços na base, mas Curiel e Sergia Galvan começaram a pressionar por discussões mais amplas sobre as questões das mulheres, o que incluía o racismo e o sexismo.
Começando no início da década de 1990, tornou-se evidente que o coletivismo eram eficazes no combate à interseções de discriminação e que, ao se unirem, as ONGs podiam, conjuntamente, combater o racismo e a misoginia. Curiel integrou o conselho de uma organização chamada Casa por la Identidad de las Mujeres Afro (Casa de Mulheres com Identidade Africana), que visa o combate contra a dupla discriminação enfrentadas pelas mulheres afro-dominicanas. A política de identidade que Curiel abraçou foi contra o objetivo do governo de criar uma sociedade homogênea. Depois, Curiel se juntou a organizações regionais como a Mulheres afro-latino-americanas e a Rede Afro-Caribenha e começou a planejar o Primeiro Encontro de Mulheres Negras da América Latina e Caribe. A conferência, realizada em Santo Domingo entre os dias 19 e 25 de julho de 1992, reuniu mais de 300 participantes de 32 países para discutir como um viés sistêmico tem obscurecido as realizações de mulheres negras e desenvolver estratégias para melhorar suas vidas.
Curiel reconheceu que seu lesbianismo também precisava tornar-se parte de sua agenda política. Em 1996, ela criou o termo "lesbianismo feminista". Para ela, o lesbianismo não é uma identidade, orientação ou preferência sexual, mas uma posição política, que se esforça para contrabalançar a heteronormatividade de leis, mídia, religião e outros aspectos da sociedade. Ela argumenta que a heterossexualidade apagou das mulheres a autonomia e que é preciso a ousadia de afirmar que os homens não são necessários para a sobrevivência das mulheres. 
No início dos anos 2000, Curiel se mudou para o México, onde ela começou a lecionar na Universidad Autónoma del Estado de Hidalgo. Ela foi uma das participantes da primeira marcha lésbica realizada no México, em 2003. 
Em 2006, Curiel mudou-se para a Colômbia, onde começou a lecionar na Universidade Nacional da Colômbia (UNC).

## Publicações selecionadas
- Curiel, Ochy (Outubro 1998). "Las mujeres afrodominicanas: interrelacion de las variables genero etnia y clase. una visión feminista". Ciencia y Sociedad. República Dominicana: Instituto Tecnologico de Santodomingo. 23 (4): 459–470. ISSN 0378-7680. OCLC 926127727.
- Curiel, Ochy (Agosto 1999). "Pour un féminisme qui articule race, classe, sexe et sexualité: Interview avec Ochy Curiel". Nouvelles Questions Féministes. Lausanne, Switzerland: Editions Antipodes. 20 (3): 39–62. ISSN 0248-4951. OCLC 5547361249.
- Curiel, Ochy (Janeiro 2002). "La lutte politique des femmes face aux nouvelles formes de racisme. Vers une analyse de nos stratégies". Nouvelles Questions Féministes. Lausanne, Switzerland: Editions Antipodes. 21 (3): 84–103. ISSN 0248-4951. OCLC 5547372967.
- Curiel, Ochy; Falquet, Jules, eds. (2005). El Patriarcado al Desnudo. Tres Feministas Materialistas: Colette Guillaumin, Paola Tabet, Nicole Claude Mathieu. Buenos Aires, Argentina: Brecha Lésbica.
- Curiel, Ochy; Falquet, Jules; Masson, Sabine (2005). Féminismes dissidents en Amérique latine et aux Caraïbes. Lausanne, Switzerland: Éditions Antipodes. ISBN 978-2-940-14663-5.
- Curiel, Ochy; Falquet, Jules, eds. (2006). De la cama a la calle: perspectivas teóricas lésbico-feministas. Bogotá, Colombia: Brecha Lésbica/Ediciones Antropos. ISBN 978-958-9307-61-8.
- Curiel, Ochy (Abril 2007). "Critica poscolonial desde las practicas politicas del feminismo antirracista". Nómadas. Bogatá, Colombia: Fundacion Universidad Central (26): 92–101. OCLC 820174627.
- Curiel, Ochy (Outubro 2007). "Critique postcoloniale et pratiques politiques du féminisme antiraciste". Mouvements: Sociétés, politique, culture. Paris, France: La Découverte. 51 (3): 119–129. ISSN 1291-6412. OCLC 5530936943.
- Curiel, Ochy (2008). "Superando la interseccionalidad de categorías por la construcción de un proyecto político feminista radical. Reflexiones en torno a las estrategias políticas de las mujeres afrodescendientes". In Wade, Peter; Giraldo, Fernando Urrea; Viveros, Mara. Raza, etnicidad y sexualidades: ciudadanía y multiculturalismo en América Latina. Bogotá, Colombia: Universidad Nacional de Colombia, Facultad de Ciencias Humanas, Instituto CES, Escuela de Estudios de Género. ISBN 978-958-8063-60-7.
- Curiel, Ochy (2009). "Las políticas de las identidades y sus dilemas: esencialismo vs antiesencialismo". In González, Diana Carrillo; Rengifo, Nelson Santiago Patarroyo. Derecho, interculturalidad y resistencia étnica. Bogotá, Colombia: Universidad Nacional de Colombia, Sede Bogotá, Instituto Unidad de Investigaciones Jurídico-Sociales Gerardo Molina. ISBN 978-958-719-276-6.